# Еутимија
Еутимија је израз који означава нормално недепресивно, умерено позитивно расположење. Разликује се од еуфорије, која се односи на екстремну срећу и дистимије, која се односи на депресивно расположење. Израз еутимија се често користи у прегледима менталног стања.
Израз еутимија се понекад користи да означи неутрално расположење (одсуство депресивног или маничног циклуса) код особа које пате од манично-депресивне психозе.